# Tadayuki Okada
Tadayuki Okada (岡田忠之?, Okada Tadayuki; Jōsō, 13 febbraio 1967) è un pilota motociclistico giapponese ritiratosi dall'attività agonistica.

## Carriera
La sua carriera nel mondo delle competizioni motociclistiche su pista più importanti è iniziata nel 1986 con la partecipazione al campionato nazionale giapponese. Dal 1989 al 1991 ottiene tre titoli nazionali consecutivi in classe 250, proprio le sue buone prestazioni gli consentono di avere delle wild card per partecipare al Gran Premio motociclistico del Giappone. Accumula così le sue prime quattro partecipazioni in sella alla Honda NSR 250, culminate con il secondo posto ottenuto nell'edizione del 1992.
Ad inizio del motomondiale 1993 è entrato a far parte della squadra ufficiale della HRC, iniziando a poter competere per la stagione intera di gare. Delle tre stagioni di gare nella classe 250, la migliore è quella del 1994 dove Okada ottiene il suo primo successo, in occasione del gran premio di casa e, grazie a quello, alla vittoria nel GP d'Argentina ed altri quattro piazzamenti sul podio, ha concluso l'annata al secondo posto in classifica generale, alle spalle di Max Biaggi.
Nella stagione 1996 ha cambiato classe passando alla 500, restando sempre fedele alla Honda. Corre nella classe regina per 5 anni, fino al termine della stagione 2000 con un bilancio complessivo di 4 vittorie ed altri 17 piazzamenti sul podio; in classifica generale sarà secondo nel motomondiale 1997 (miglior risultato di sempre per un pilota giapponese in classe regina) alle spalle di Mick Doohan e terzo nel motomondiale 1999.
Nel suo palmarès risultano anche tre vittorie nella 8 Ore di Suzuka: nel 1995 in coppia con Aaron Slight, nel 1999 dividendo la moto con Alex Barros e nel 2012 con Kōsuke Akiyoshi e Jonathan Rea.
Oltre che alle competizioni del motomondiale, nel 2001 ha partecipato al campionato mondiale Superbike sempre con una Honda (la VTR1000 SP) del team ufficiale Castrol Honda, giungendo all'ottavo posto nella classifica finale ed ottenendo durante la stagione anche tre podi.
Dopo il ritiro dalle gare ha svolto il ruolo di collaudatore, sempre per la stessa casa motociclistica a cui è stato fedele per tutta la carriera. Nel motomondiale 2008, a quasi sette anni di distanza dalla sua ultima gara, gli è stata assegnata una wild card per gareggiare nella MotoGP in occasione del GP d'Italia. In questa corsa ha portato al debutto una nuova versione della Honda RC212V piazzandosi per una volta ancora in zona punti, al 14º posto.

## Risultati in gara

### Motomondiale

#### Classe 250
| 1989 | Classe | Moto  |   |  |  |  |  |  |  |  |  |  |  |  |  |  |  | Punti | Pos. |
| ---- | ------ | ----- | - |  |  |  |  |  |  |  |  |  |  |  |  |  |  | ----- | ---- |
| 1989 | 250    | Honda | 6 |  |  |  |  |  |  |  |  |  |  |  |  |  |  | 10    | 28º  |

| 1990 | Classe | Moto  |     |  |  |  |  |  |  |  |  |  |  |  |  |  |  | Punti | Pos. |
| ---- | ------ | ----- | --- |  |  |  |  |  |  |  |  |  |  |  |  |  |  | ----- | ---- |
| 1990 | 250    | Honda | Rit |  |  |  |  |  |  |  |  |  |  |  |  |  |  | 0     |      |

| 1991 | Classe | Moto  |     |  |  |  |  |  |  |  |  |  |  |  |  |  |  | Punti | Pos. |
| ---- | ------ | ----- | --- |  |  |  |  |  |  |  |  |  |  |  |  |  |  | ----- | ---- |
| 1991 | 250    | Honda | Rit |  |  |  |  |  |  |  |  |  |  |  |  |  |  | 0     |      |

| 1992 | Classe | Moto  |   |  |  |  |  |  |  |  |  |  |  |  |  |  |  | Punti | Pos. |
| ---- | ------ | ----- | - |  |  |  |  |  |  |  |  |  |  |  |  |  |  | ----- | ---- |
| 1992 | 250    | Honda | 2 |  |  |  |  |  |  |  |  |  |  |  |  |  |  | 15    | 13º  |

| 1993 | Classe | Moto  |   |   |   |   |     |  |     |   |   |   |    |   |   |     |  | Punti | Pos. |
| ---- | ------ | ----- | - | - | - | - | --- |  | --- | - | - | - | -- | - | - | --- |  | ----- | ---- |
| 1993 | 250    | Honda | 4 | 3 | 2 | 7 | Rit |  | Rit | 2 | 6 | 5 | 11 | 7 | 9 | Rit |  | 120   | 8º   |

| 1994 | Classe | Moto  |   |   |   |   |   |   |   |   |   |   |   |   |   |   |  | Punti | Pos. |
| ---- | ------ | ----- | - | - | - | - | - | - | - | - | - | - | - | - | - | - |  | ----- | ---- |
| 1994 | 250    | Honda | 5 | 2 | 1 | 3 | 4 | 5 | 2 | 7 | 9 | 2 | 5 | 4 | 1 | 4 |  | 214   | 2º   |

| 1995 | Classe | Moto  |     |   |     |   |   |   |   |   |   |   |   |   |   |  |  | Punti | Pos. |
| ---- | ------ | ----- | --- | - | --- | - | - | - | - | - | - | - | - | - | - |  |  | ----- | ---- |
| 1995 | 250    | Honda | Rit | 3 | Rit | 6 | 3 | 5 | 3 | 3 | 8 | 7 | 3 | 7 | 7 |  |  | 136   | 4º   |

| Legenda | 1º posto        | 2º posto            | 3º posto            | A punti      | Senza punti        | Grassetto – Pole position Corsivo – Giro più veloce |
| Legenda | Gara non valida | Non qual./Non part. | Ritirato/Non class. | Squalificato | '-' Dato non disp. | Grassetto – Pole position Corsivo – Giro più veloce |

#### Classe 500
| 1996 | Classe | Moto  |     |     |   |   |   |     |    |   |   |    |   |   |   |   |   |  | Punti | Pos. |
| ---- | ------ | ----- | --- | --- | - | - | - | --- | -- | - | - | -- | - | - | - | - | - |  | ----- | ---- |
| 1996 | 500    | Honda | Rit | Rit | 4 | 3 | 7 | Rit | 13 | 7 | 4 | 11 | 7 | 3 | 5 | 8 | 2 |  | 132   | 7º   |

| 1997 | Classe | Moto  |    |   |   |     |   |   |    |   |   |   |   |     |   |   |   |  | Punti | Pos. |
| ---- | ------ | ----- | -- | - | - | --- | - | - | -- | - | - | - | - | --- | - | - | - |  | ----- | ---- |
| 1997 | 500    | Honda | 10 | 3 | 3 | Rit | 2 | 3 | 12 | 5 | 2 | 2 | 2 | Rit | 6 | 1 | 4 |  | 197   | 2º   |

| 1998 | Classe | Moto  |   |     |   |    |  |  |   |  |  |   |   |   |   |   |  |  | Punti | Pos. |
| ---- | ------ | ----- | - | --- | - | -- |  |  | - |  |  | - | - | - | - | - |  |  | ----- | ---- |
| 1998 | 500    | Honda | 2 | Rit | 7 | NQ |  |  | 8 |  |  | 4 | 7 | 2 | 9 | 2 |  |  | 106   | 8º   |

| 1999 | Classe | Moto  |   |    |   |   |   |   |   |   |     |   |   |   |   |   |   |     | Punti | Pos. |
| ---- | ------ | ----- | - | -- | - | - | - | - | - | - | --- | - | - | - | - | - | - | --- | ----- | ---- |
| 1999 | 500    | Honda | 5 | 15 | 4 | 9 | 3 | 2 | 1 | 2 | Rit | 1 | 4 | 4 | 1 | 4 | 7 | Rit | 211   | 3º   |

| 2000 | Classe | Moto  |     |   |   |    |    |   |    |    |    |   |    |   |   |   |    |   | Punti | Pos. |
| ---- | ------ | ----- | --- | - | - | -- | -- | - | -- | -- | -- | - | -- | - | - | - | -- | - | ----- | ---- |
| 2000 | 500    | Honda | Rit | 6 | 3 | 10 | 14 | 8 | 15 | 11 | 10 | 5 | 10 | 7 | 9 | 9 | 10 | 9 | 107   | 11º  |

| Legenda | 1º posto        | 2º posto            | 3º posto            | A punti      | Senza punti        | Grassetto – Pole position Corsivo – Giro più veloce |
| Legenda | Gara non valida | Non qual./Non part. | Ritirato/Non class. | Squalificato | '-' Dato non disp. | Grassetto – Pole position Corsivo – Giro più veloce |

#### MotoGP
| 2008 | Classe | Moto  |  |  |  |  |  |    |  |  |  |  |  |  |  |  |  |  |  |  | Punti | Pos. |
| ---- | ------ | ----- |  |  |  |  |  | -- |  |  |  |  |  |  |  |  |  |  |  |  | ----- | ---- |
| 2008 | MotoGP | Honda |  |  |  |  |  | 14 |  |  |  |  |  |  |  |  |  |  |  |  | 2     | 21º  |

| Legenda | 1º posto        | 2º posto            | 3º posto            | A punti      | Senza punti        | Grassetto – Pole position Corsivo – Giro più veloce |
| Legenda | Gara non valida | Non qual./Non part. | Ritirato/Non class. | Squalificato | '-' Dato non disp. | Grassetto – Pole position Corsivo – Giro più veloce |

### Campionato mondiale Superbike
| 2001 | Moto  |     |     |     |     |   |    |    |    |     |   |   |   |   |   |   |   |   |    |    |    |   |   |   |    |   |   | Punti | Pos. |
| ---- | ----- | --- | --- | --- | --- | - | -- | -- | -- | --- | - | - | - | - | - | - | - | - | -- | -- | -- | - | - | - | -- | - | - | ----- | ---- |
| 2001 | Honda | Rit | Rit | Rit | Rit | 2 | AN | 20 | 12 | Rit | 4 | 4 | 7 | 3 | 9 | 9 | 5 | 8 | 11 | 12 | 15 | 5 | 8 | 7 | 13 | 5 | 3 | 176   | 8º   |

| Legenda | 1º posto        | 2º posto            | 3º posto           | A punti      | Senza punti        | Grassetto – Pole position Corsivo – Giro più veloce |
| Legenda | Gara non valida | Non qual./Non part. | Ritirato/Non class | Squalificato | '-' Dato non disp. | Grassetto – Pole position Corsivo – Giro più veloce |